# Merve Dizdar
Merve Dizdar (* 25. Juli 1986 in Izmir) ist eine türkische Schauspielerin.

## Leben und Karriere
Dizdar wurde am 25. Juni 1986 in İzmir geboren. Sie studierte an der Çanakkale Onsekiz Mart Üniversitesi. Danach setzte sie ihr Studium an der Kadir Has Üniversitesi fort. Ihr Debüt gab sie in dem Film Bir Ses Böler Geceyi. Danach spielte sie in den Serien Kavak Yelleri, Geniş Aile, Bir Yastıkta, Doksanlar, Çılgın Dershane Üniversite und in Beş Kardeş mit. Dizdar gewann die Auszeichnung Afife Jale Theatre Best Actress Award. Anschließend bekam sie Rollen in 7 Yüz, Vatanım Sensin und Mucize Doktor. Außerdem bekam sie die Hauptrolle in dem Film Eltilerin Savaşı. 2020 spielte Dizdar in Masumlar Apartmanı die Hauptrolle.
Für ihre Rolle der Nuray in Nuri Bilge Ceylans Spielfilm Kuru Otlar Üstüne (2023) gewann Dizdar den Darstellerpreis des 76. Filmfestivals von Cannes.

## Theater
- 2010: Çok Yaşa Dünya
- 2010–2011: Bir Tutam Hayat
- 2011–2012: Titus Andronicus
- 2012: Bir Kurşun Deliğine Kaç İnsan Sığar
- 2013: Bir İnfazın Portresi
- 2013: Pamuk Prenses ve Yedi Cüceler
- 2014: The Birds
- 2017: Yutmak

## Filmografie
Filme
- 2010: Öte Yer Aşkları
- 2011: Bir Ses Böler Geceyi
- 2013: Mandıra Filozofu
- 2015: Yeni Hayat
- 2016: Yok Artık 2
- 2017: Körfez
- 2017: Organik Aşk Hikayeleri
- 2018: Batlır
- 2019: Bir Aşk İki Hayat
- 2020: Eltilerin Savaşı
- 2021: Sen Hiç Ateş Böceği Gördün mü?
- 2022: Kar ve Ayı
- 2023: Kuru Otlar Üstüne (dt. Auf trockenen Gräsern)

Serien
- 2012: Kavak Yelleri
- 2012: İnsanlar Alemi
- 2013: Bir Yastıkta
- 2013: Doksanlar
- 2015: Çılgın Dersane Üniversitede
- 2015: Beş Kardeş
- 2015: Kırgın Çiçekler
- 2015: Kertenkele
- 2017: Yüz Yüze
- 2017: 7 Yüz
- 2017: Vatanım Sensin
- 2020: Mucize Doktor
- 2020–2022: Masumlar Apartmanı
- 2021: Kırmızı Oda
- 2022: The Life and Movies of Erşan Kuneri

Sendung
- 2021: O Ses Türkiye Yılbaşı Özel

## Auszeichnungen
- 2017: XVII. Direct Audience Awards[7]
- 2017: 21st Afife Theatre Awards in der Kategorie „Beste Schauspielerin des Jahres“[8]
- 2023: Darstellerpreis des Filmfestivals von Cannes für Kuru Otlar Üstüne